# Helen Thimig
Helen Thimig, alternativt Helene Thimig, född 5 juni 1889 i Wien, död 7 november 1974 i Wien, var en österrikisk skådespelare. Hon var dotter till teaterledaren Hugo Thimig och syster till skådespelarna  Hans och Hermann Thimig. Hon var gift med regissören  Max Reinhardt. 
Thimig flydde tillsammans med sin man undan från Tyskland till USA under andra världskriget. Som flykting i Hollywood medverkade hon i ett antal filmer. Hon återvände till Wien 1948.

## Filmografi (urval)
- 1956 - Die Magd von Heiligenblut
- 1951 – Förrädare
- 1948 - Stormdrivna
- 1948 - Ängel med basun
- 1947 - Möte vid midnatt
- 1947 - Drama på Matterhorn
- 1946 - Sin egen fånge
- 1946 - Blodigt uppdrag / Dolken och kappan
- 1945 - För evigt din
- 1945 - Hotel Berlin
- 1944 - Blott den som längtan känt..
- 1944 - Strangers in the Night
- 1944 - Hitler & co.
- 1943 - Frihetskämpar
- 1943 - Månen har gått ned
- 1942 - Kvinnohjärtan på villovägar
- 1932 - Mensch ohne Namen